# Cobubatha orthozona
Cobubatha orthozona is een vlinder uit de familie van de uilen (Noctuidae). De wetenschappelijke naam van deze soort is voor het eerst voorgesteld als Eustrotia orthozona door George Francis Hampson in een publicatie uit 1910.
De soort komt voor in het zuiden van de Verenigde Staten en in Mexico.